# Triumph TR5
Les Triumph TR5 2500 (ou Triumph TR250 pour le marché nord-américain) sont des modèles d'automobile coupé cabriolet du constructeur automobile anglais Triumph, produites entre 1967 et 1969.

## Historique
La TR5, évolution des Triumph TR4 (TR pour la série Triumph Roadster), est dessinée par le designer italien Giovanni Michelotti, et officiellement présentée le 3 octobre 1967 face à ses concurrentes MG MGB, Austin-Healey 3000, Fiat Dino, Mercedes-Benz Pagode, Jaguar Type E... 

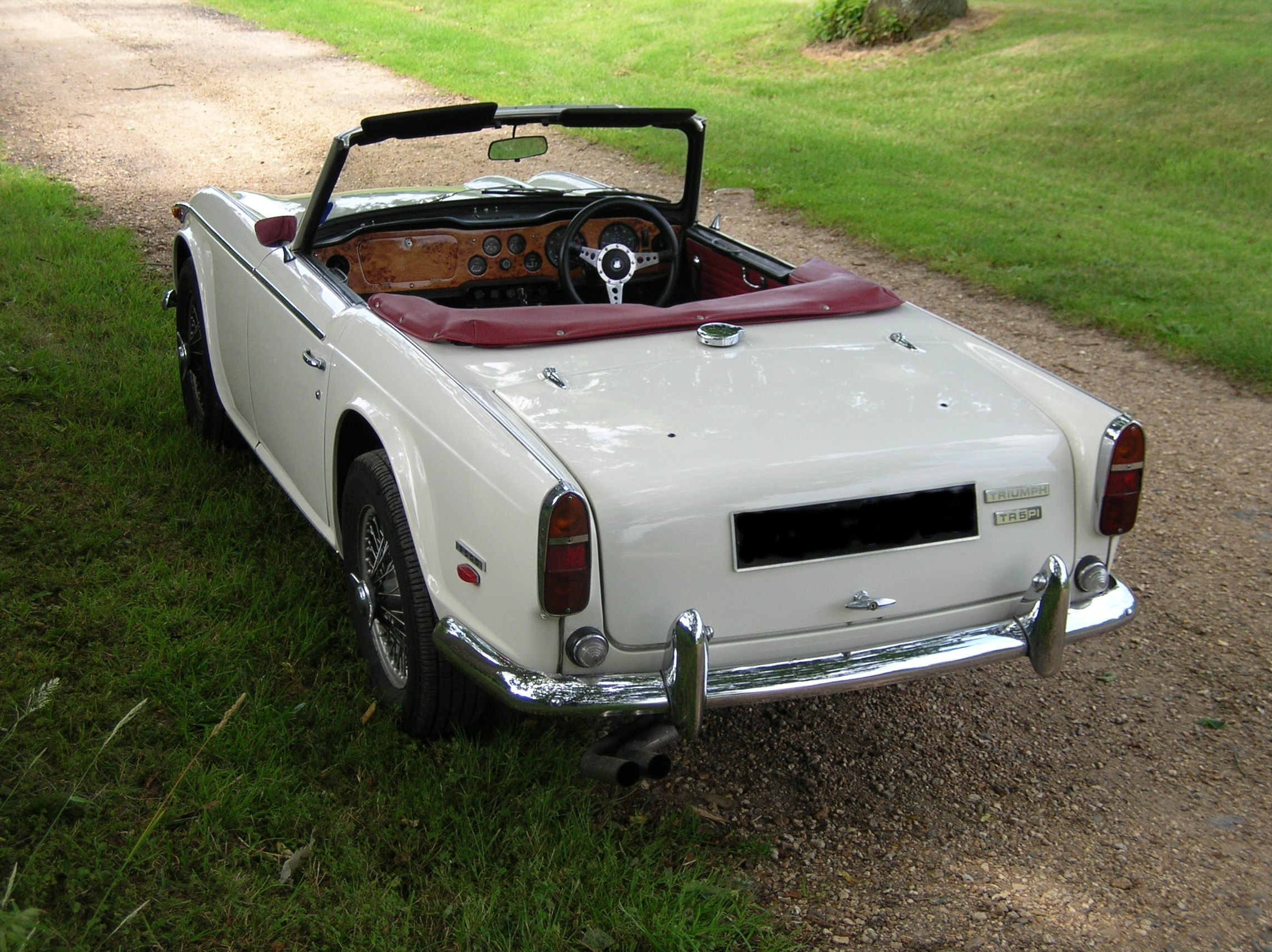
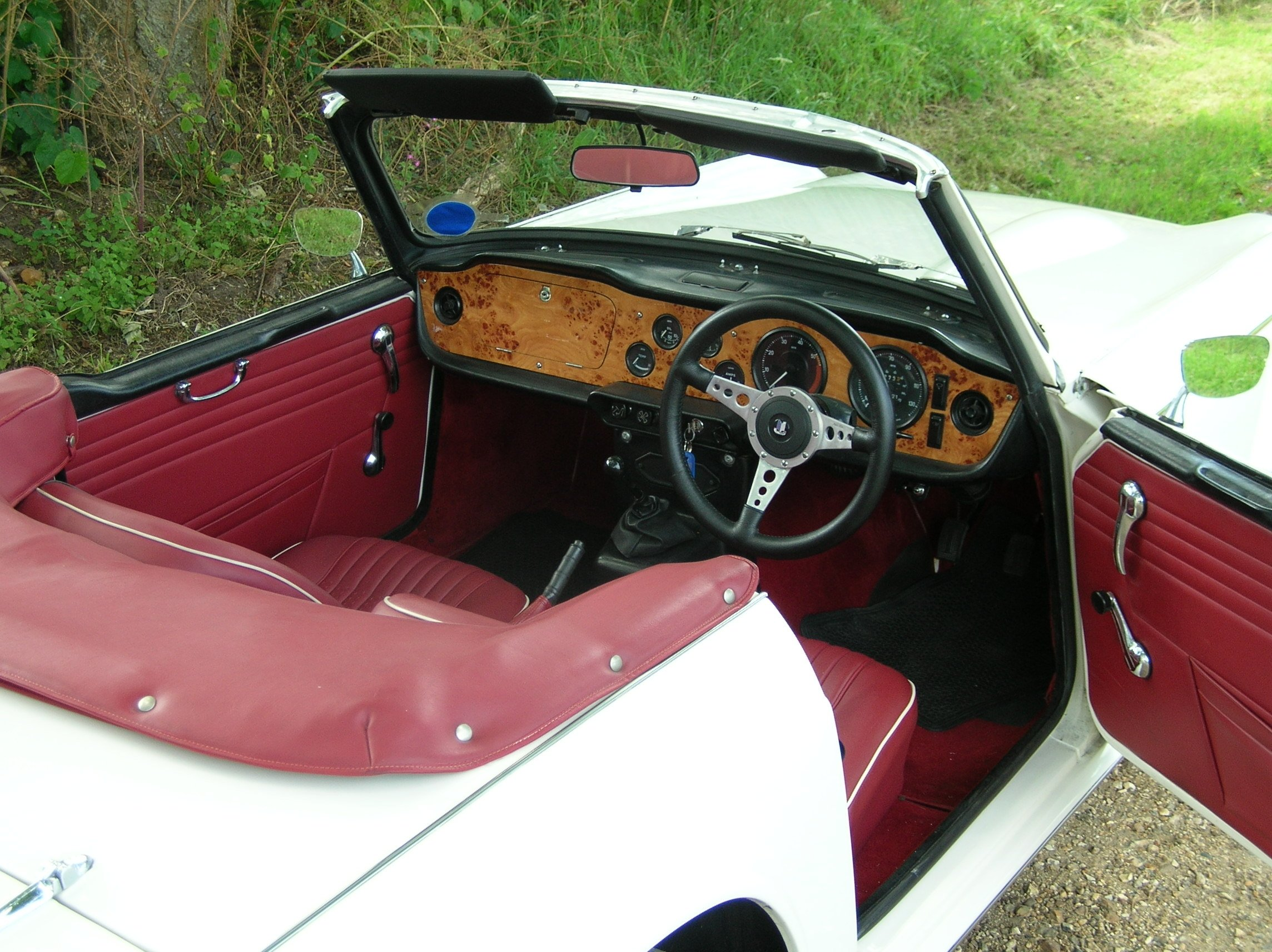
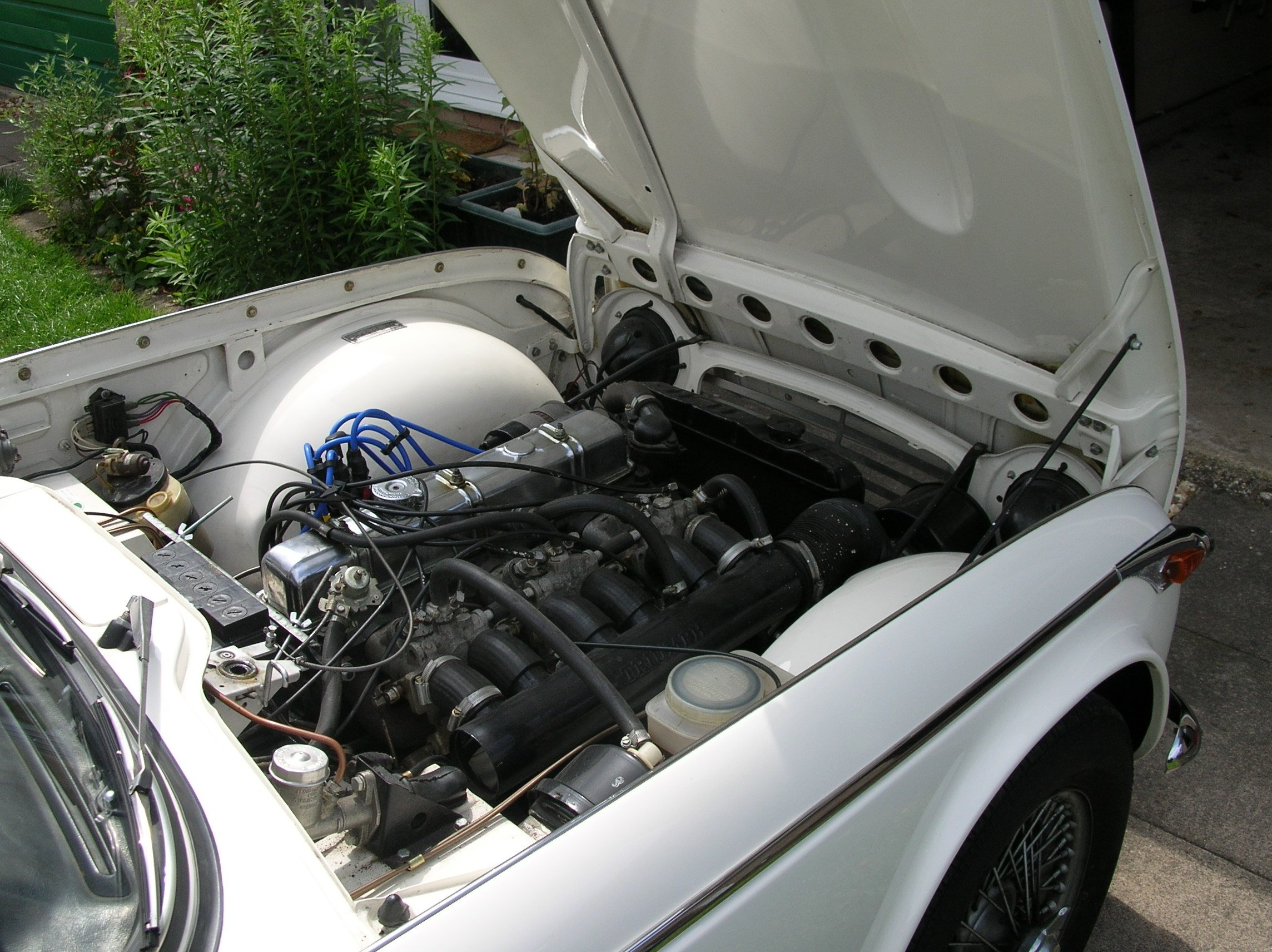

Elle est produite durant une courte durée de 13 mois, d'août 1967 à septembre 1968, à Coventry au Royaume-Uni, avant d’être remplacée par les Triumph TR6.

## Caractéristiques techniques
Elle reprend la plupart des attributs techniques et esthétiques des Triumph TR4, à tel point qu'il est difficile de les différencier au premier regard.

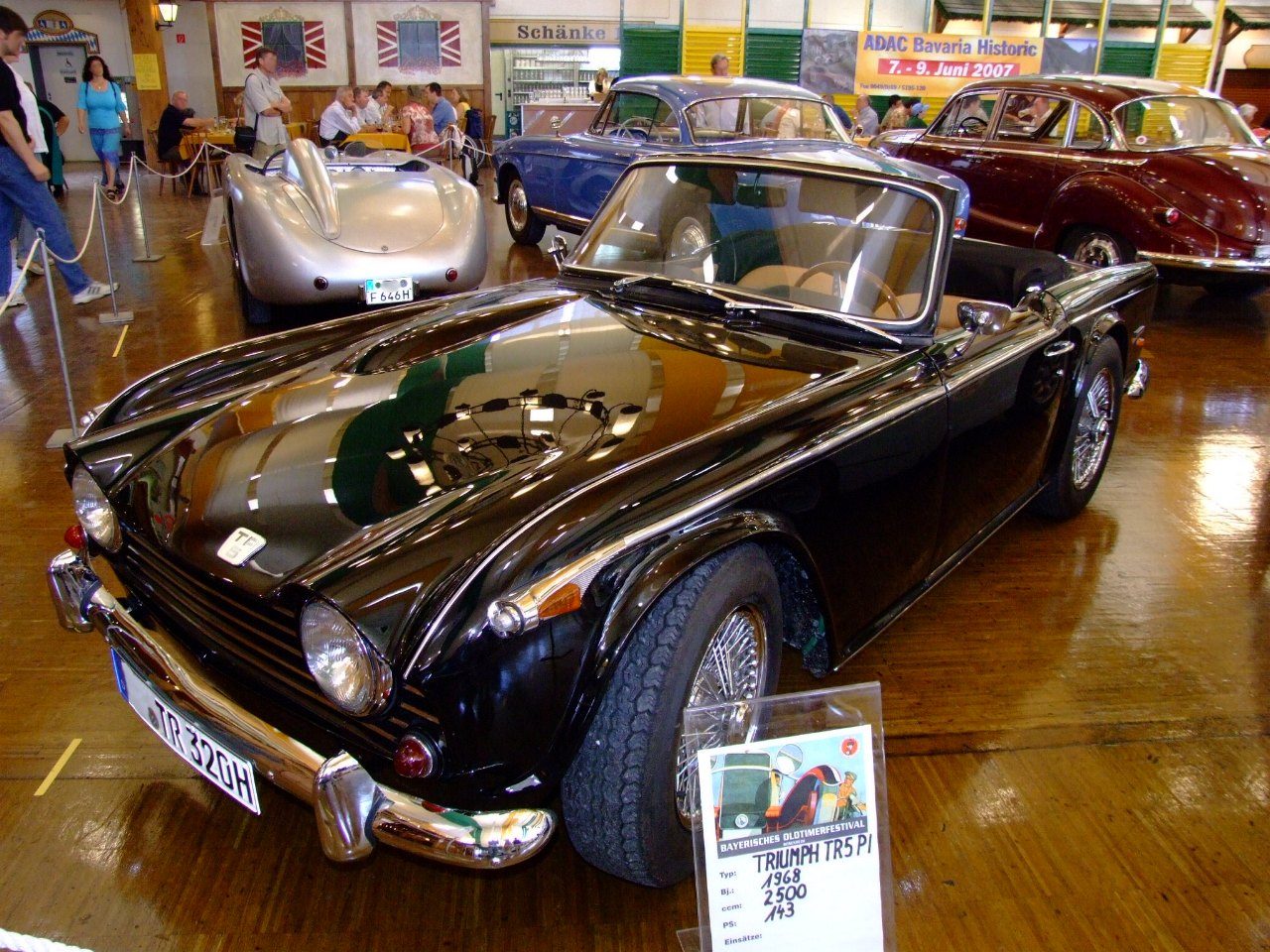
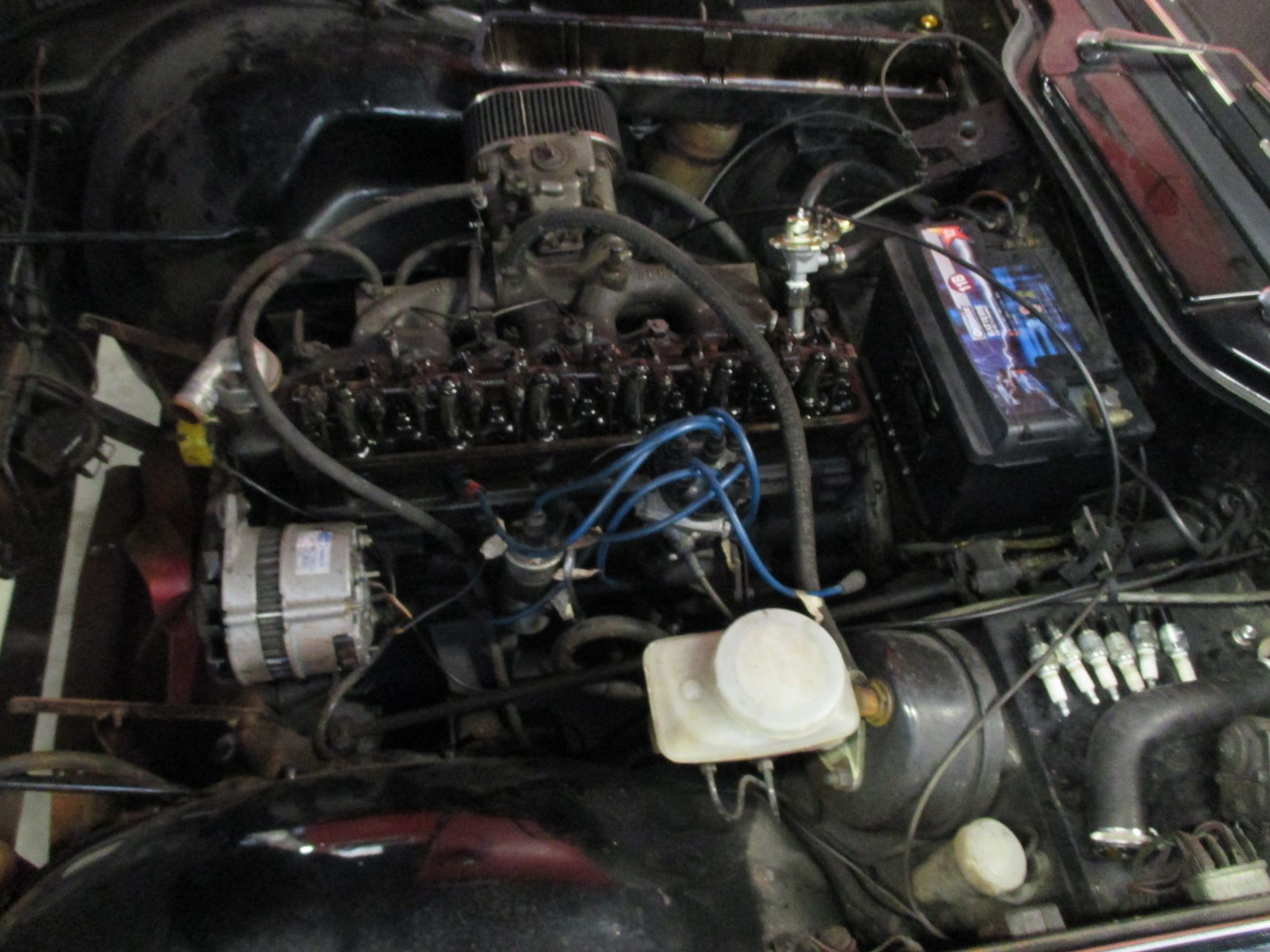
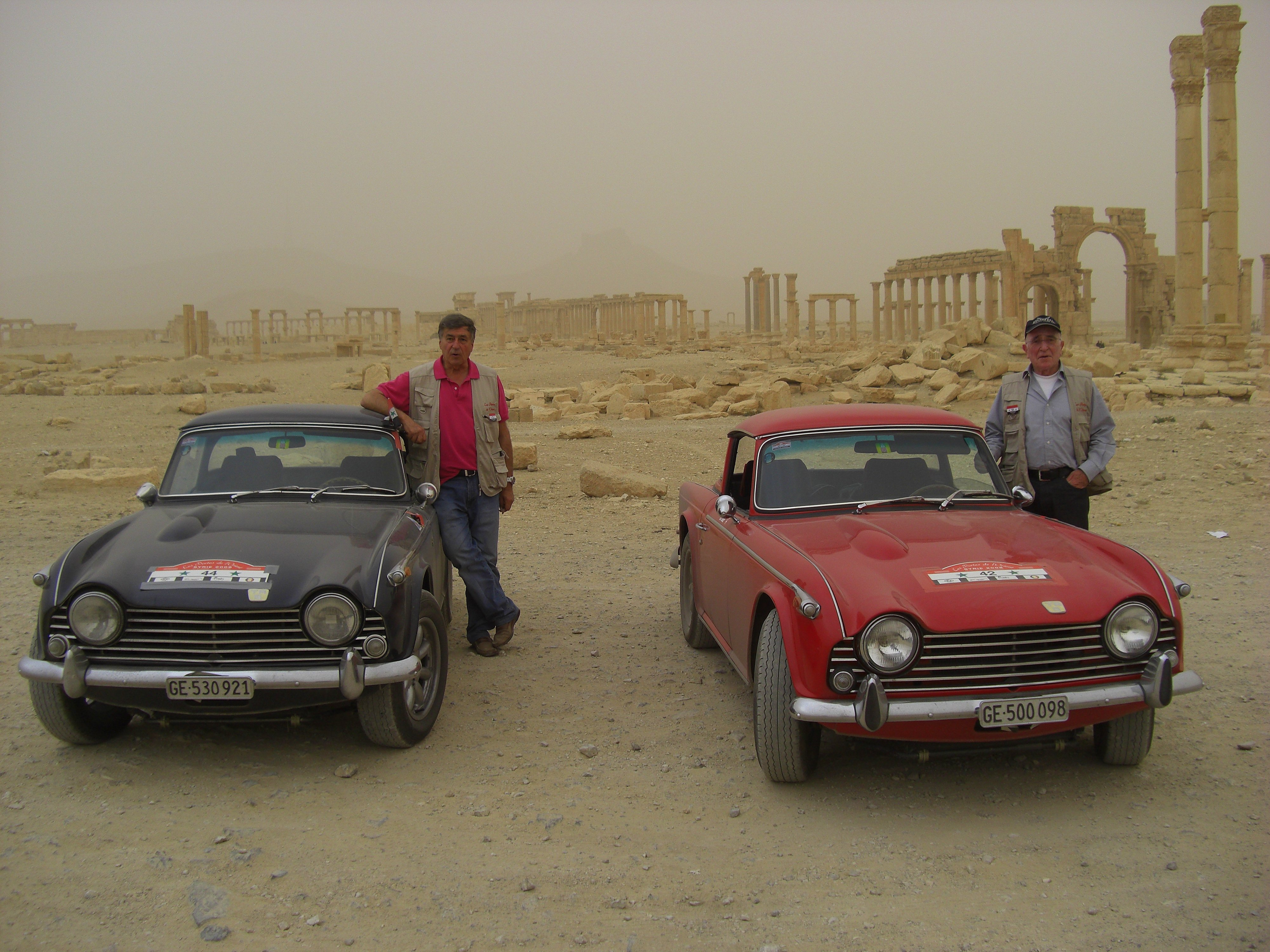

Elle est motorisée avec un nouveau moteur 6 cylindres en ligne de 2,5 Litres, avec injection mécanique Lucas (PI : premier système d'injection de série de l'industrie automobile anglaise), pour 150 ch DIN, et une vitesse de 209 km/h, au lieu des 104 ch du 4 cylindres de la TR4.
Produite à 2 947 exemplaires en Europe, elle est un des modèles les plus rares d'automobile de collection TR à ce jour. En 1968, au Royaume-Uni, son prix d'origine est de 1 260 livres sterling. En option, l'overdrive coûtait 60 £, le hardtop 13 £, et le pneu de secours 38 £.
Ne répondant pas aux normes d'émission de dioxyde de carbone de pollution de l'air américaines de l'époque, elle est déclinée dans une variante adaptée au marché américain, la TR250, équipée de carburateurs double corps Zénith-Stromberg, avec 35 ch de moins que les TR5, qui se vend avec succès à 8 484 exemplaires, au prix de 3 395 dollars en Amérique du Nord.